# Nathon Allen
Nathon Allen, född den 28 oktober 1995 i Bethany, Saint Ann, är en jamaicansk friidrottare som tävlar i kortdistanslöpning.

## Karriär
Nathon Allen tog OS-silver på 4 x 400 meter stafett i samband med de olympiska friidrottstävlingarna 2016 i Rio de Janeiro.
Vid olympiska sommarspelen 2020 i Tokyo blev Allen utslagen i försöksheatet på 400 meter efter ett lopp på 46,12 sekunder.